# Кутейников, Михаил Петрович
Михаи́л Петро́вич Куте́йников (19 января 1903 года — 19 мая 1986 года) — советский военный деятель, генерал-лейтенант артиллерии, участник советско-финской и Великой Отечественной войн. Герой Советского Союза (1940).

## Биография
Родился в городе Томске в семье рабочего. Окончил техническое училище, работал мастером на заводе сельхозмашин.
В РККА с ноября 1921 года. До марта 1922 года проходил службу в учебно-кадровом полку 21-й стрелковой дивизии, был красноармейцем, затем был направлен на учёбу.
В 1925 году окончил 6-ю Томскую артиллерийскую школу. С августа 1925 года — командир огневого взвода, командир взвода полковой школы 23-го артиллерийского полка. С декабря 1926 года последовательно занимал должности командира взвода полковой школы, командира батареи, помощника начальника штаба полка, начальника полковой школы, командира дивизиона 75-го артиллерийского полка в Украинском (с 1935 года — Харьковском) военном округе. В 1931 году вступил в ВКП(б).
В июле 1937 года стал начальником штаба 14-го корпусного артиллерийского полка Харьковского военного округа, затем отчислен в распоряжение Разведывательного управления РККА и по линии этого управления участвовал в гражданской войне в Испании. По возвращении в СССР в сентябре 1938 года был направлен на учёбу в Артиллерийскую академию имени Ф. Э. Дзержинского.
С самого начала Советско-финской войны направлен на фронт, сначала был прикомандирован к 136-му гаубичному артиллерийскому полку, вскоре получил самостоятельную командную должность, возглавил артиллерию 123-й стрелковой дивизии 7-й армии.
Полковнику Кутейникову удалось умело спланировать артиллерийский огонь при прорыве обороны противника южнее села Сумма в 25 километрах южнее города Выборга (с 1944 года — в Ленинградской области). 11 февраля 1940 года в ходе атаки Михаил Петрович находился в боевых порядках пехоты, управлял огнём артиллерии дивизии, способствуя успеху наступления.
Указом Президиума Верховного Совета СССР от 21 марта 1940 года полковнику Кутейникову Михаилу Петровичу присвоено звание Героя Советского Союза.
В апреле 1940 года продолжил обучение в Артиллерийской академии, окончил её в 1941 году. Постановлением Совета Народных Комиссаров СССР от 4 июня 1940 года Кутейникову было присвоено воинское звание «генерал-майор артиллерии».
С началом Великой Отечественной войны Кутейников был направлен на фронт, занимал должности начальника артиллерии 254-й стрелковой дивизии 11-й армии. В августе 1941 года стал командующим артиллерией 29-й армии, 39-й армии Калининского фронта, Северной группы войск Закавказского и Северо-Кавказского фронтов. С апреля 1943 года — заместитель командующего артиллерией Юго-Западного фронта.
С июня 1944 года — командир 5-го артиллерийского корпуса прорыва Резерва Верховного Главнокомандования. Участвовал в Смоленской наступательной операции и зимнего наступления 1943—1944 годов на витебском направлении.
18 ноября 1944 года Михаилу Петровичу Кутейникову было присвоено воинское звание «генерал-лейтенант артиллерии».
С мая 1944 года — заместитель командующего артиллерией 3-го Прибалтийского фронта, в 1945 году возглавил артиллерию 10-й гвардейской армии 2-го Прибалтийского фронта. В этот период участвовал в Псковско-Островской, Тартуской, Прибалтийской наступательных операциях и в блокировании Курляндской группировки врага.
После окончания войны продолжил службу в Вооружённых Силах СССР. С июля 1945 года — командующий артиллерией 8-й армии Ленинградского военного округа.
В декабре этого же года Кутейников стал заместитель командующего артиллерией Северной группы войск в Польше. С июня 1946 года Михаил Петрович — заместитель начальника Управления боевой подготовки артиллерии Вооружённых Сил СССР.
С апреля 1950 года — первый заместитель начальника Управления боевой подготовки наземной артиллерии по войсковой артиллерии. С мая 1953 года — заместитель начальника Управления боевой подготовки Управления командующего артиллерией Советской армии. С октября 1954 года — генерал-инспектор по артиллерии 10-го Управления Генерального штаба Вооружённых Сил СССР, одновременно с мая 1956 года — генерал-инспектор по артиллерии штаба Объединённых Вооружённых Сил государств — участников Варшавского Договора.
В феврале 1961 года ушёл в запас. Жил в Москве.

Могила Кутейникова на Кунцевском кладбище Москвы.

Умер 19 мая 1986 года. Похоронен на Кунцевском кладбище.

## Награды
- Медаль «Золотая Звезда» № 32 (21.03.1940);
- три ордена Ленина (21.03.1940, 22.02.1943, 1947[4]);
- пять орденов Красного Знамени (1938, 05.05.1942, 22.02.1943, 03.11.1944[4], 1952[4]);
- орден Суворова II степени (29.06.1945);
- орден Кутузова II степени (28.09.1943);
- орден Отечественной войны I степени (06.04.1985);
- Медали СССР.